# 오케스트레이션
오케스트레이션(orchestration)은 관현악 연주를 위하여 작곡을 하는 기법을 뜻한다. 관현악법 또는 기악 편성법이라고도 지칭된다.

## 같이 보기
- 관현악단
- 관현악